# الخلاف حول هوية ذي القرنين

تخطيط اسم "ذو القرنين" متبوع بعبارة عليه السلام.

هناك اختلاف حول هوية ذي القرنين المذكور في القرآن الكريم بمقارنة شخصيته بالشخصيات التاريخية، عادة ما يقارن بعض المؤرخين شخصية ذي القرنين بعدة شخصيات تاريخية أمثال الإسكندر المقدوني، وكورش الكبير، والصعب بن مراثد ملك حمير، وحتى أخناتون. يُعرَّف بعض العلماء المسلمين الغربيين والتقليديين الإسكندر الأكبر بأنه هو ذو القرنين. بينما تشير المصادر الإسلامية القديمة إلى ملك ما قبل الإسلام من بلاد فارس أو جنوب شبه الجزيرة العربية من ملوك حمير واليمن، بينما يميل المودودي إلى أنه كورش الكبير.

## الإسكندر الأكبر

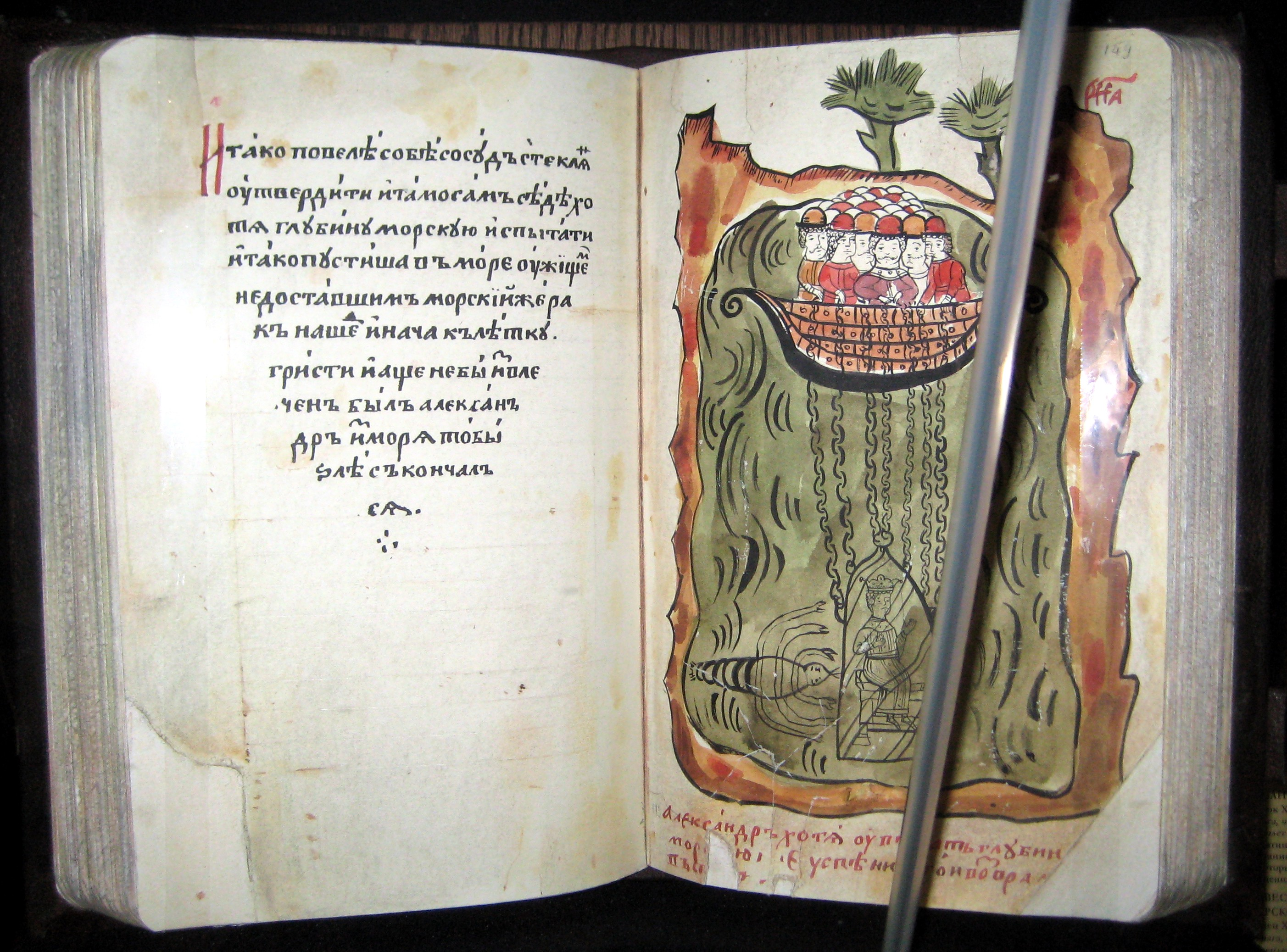
مخطوطة من القرن السابع عشر: الإكسندر يستكشف أعماق البحر

### الإسكندر في الأساطير
كان الإسكندر الأكبر شخصية ذات شعبية كبيرة في الثقافات الكلاسيكية وما بعد الكلاسيكية في منطقة البحر الأبيض المتوسط والشرق الأوسط. بعد وفاته في 323 قبل الميلاد بدأت مجموعة من الأساطير تنتشر حول مآثره وحياته، مثل صعود الإسكندر عبر الهواء إلى الجنة، ورحلته إلى قاع البحر في فقاعة زجاجية، والرحلة عبر أرض الظلام بحثًا عن ماء الحياة.
تضم سيرة حياة الإسكندر في طيّاتها عددًا من الأساطير والقصص الخرافية، التي يُحتمل أن يكون الإسكندر نفسه قد شجع على إشاعتها وكتابتها. يقول مؤرخه الخاص كاليستنس أن البحر تراجع خوفًا منه عندما كان في قيليقية. وبعد فترة قصيرة من وفاة الإسكندر، اخترع مؤرخ آخر، وهو أونيسيكريتوس، قصة مفادها أن «ثاليتريس» ملكة الأمازونيات زارت الإسكندر وحصل بينهما نوع من الودّ، وعندما قرأ أونيسيكريتوس القصة على مسمع ليسيماخوس، أحد خلفاء الإسكندر، أجابه قائلاً: «أتساءل أين كنت في ذلك الحين؟». جُمعت كل الأساطير المتعلقة بالإسكندر بعد قرون من رحيله في كتاب عُرف باسم «رومانسية الإسكندر»، تشير أقدم المخطوطات اليونانية عن أساطير الإسكندر الأكبر أنها كانت مؤلفة في الإسكندرية في القرن الثالث، فُقِد نصها الأصلي ولكنها كانت مصدرًا لحوالي ثمانين نسخة مختلفة مكتوبة بأربع وعشرين لغة مختلفة. دُمج بعض هذه الأساطير في التقاليد اليهودية والمسيحية. خضع هذا الكتاب لمراجعات عديدة وإضافات كثيرة طيلة العصور القديمة وصولاً إلى العصور الوسطى،  ولذلك فهو يحوي عددًا من القصص المشكوك بصحتها، كما تُرجم إلى لغات كثيرة من شاكلة اليونانية الرومية، والأرمنية، والسريانية، واللاتينية، وأغلب لغات أوروبا الغربية.
زعم بيتر بيتنهولز أستاذ التاريخ في جامعة بازل بسويسرا أن قصة ذي القرنين لها جذور ترجع إلى الأساطير التي سادت في الشرق الأوسط حول الإسكندر الأكبر في زمن عصر المسيحية الأولى. وفقًا لتلك الأساطير، فبعد أن هزم السكوثيون الذين هم من نسل يأجوج ومأجوج أحد قواد الإسكندر الأكبر، بنى الإسكندر الأكبر بوابات الإسكندر في جبال القوقاز لحبسهم بعيدًا عن الحياة المدنية (وفق ما جاء في كتابات يوسيفوس فلافيوس). أما ستيفن جيرو أستاذ الدراسات الشرقية والإسلامية في جامعة إيبرهارد كارلس في توبنغن فقد أشار إلى أن أقدم رواية تناولت قصة بوابة يأجوج وماجوج وردت في مخطوط سرياني حول الإسكندر الأكبر يرجع إلى الفترة بين سنتي 629-636م، وبالتالي استنتج أنه «حرفيًا، لا يمكن اعتبار المخطوط مصدر للرواية القرآنية»، كما أنه هناك اتفاق مطلق بين العلماء الغربيين والمسلمين أن سورة الكهف نزلت في مكة بين سنتي 615-619م. كذلك قدّم برانون ويلير مدير مركز دراسات الشرق الأوسط والدراسات الإسلامية في الولايات المتحدة تحفظات مشابهة في هذا الشأن.

### في المسيحية
في التقاليد المسيحية في الشرق الأدنى تم تصويره في بعض القصص على أنه قديس. حولت الأساطير المسيحية الفاتح اليوناني القديم إلى الإسكندر «الملك المؤمن»، مما يعني أنه كان مؤمناً بالتوحيد. في نهاية المطاف دُمجت بعض عناصر رومانسية الإسكندر مع قصص الكتاب المقدس مثل يأجوج وماجوج.
جسدت النسخة السريانية من «رومانسية الإسكندر» القائد المقدوني كملك مسيحي صالح مواظب على الصلاة، يفتح الممالك المنيعة ابتغاء رضا الله ويدعو الناس إلى عبادته كونه الإله الحق. وُصف الإسكندر من قبل الكهنة والكتّاب المصريين القدماء على أنه ابن «نيكتانيبو الثاني»، آخر فراعنة مصر قبل الغزو الفارسي الثاني (343 ق.م.)،  وأن هزيمته للشاه دارا الثالث كانت بمثابة الخلاص الذي انتظرته مصر طويلاً، وأن مصر استمر يحكمها مصري.
ورد في الكتاب المقدس ذكرٌ صريح للإسكندر، كما ذُكرت أيضًا قصة قائد صالح، سُمي بـ لوقرانائيم أو صاحب القرنين، قال بعض مفسري التوراة أنه يُحتمل أن يكون هو الإسكندر الأكبر، ومن المواضع التي ذُكر بها، سواء المؤكدة أو غير المؤكدة؛ سفر المكابيين الأول: إن الإسكندر بن فيلبس المقدوني بعد خروجه من أرض كتيم وإيقاعه بدارا ملك فارس وماداي ملك مكانه وهو أول من ملك على اليونان. ثم أثار حروبًا كثيرة وفتح حصونًا متعددة وقتل ملوك الأرض. واجتاز إلى اقاصي الأرض وسلب غنائم جمهور من الأمم فسكتت الأرض بين يديه فترفع في قلبه وتشامخ. وحشد جيشًا قويًا جدًا. واستولى على البلاد والأمم والسلاطين فكانوا يحملون إليه الجزية. وبعد ذلك انطرح على فراشه وأحس من نفسه بالموت. فدعا عبيده الكبراء الذين نشأوا معه منذ الصباء فقسم مملكته بينهم في حياته. وكان ملك الاسكندر اثنتي عشرة سنة ومات.المكابيين 1] وسفر دانيال: أَمَّا الْكَبْشُ الَّذِي رَأَيْتَهُ ذَا الْقَرْنَيْنِ فَهُوَ مُلُوكُ مَادِي وَفَارِسَ. وَالتَّيْسُ الْعَافِي مَلِكُ الْيُونَانِ، وَالْقَرْنُ الْعَظِيمُ الَّذِي بَيْنَ عَيْنَيْهِ هُوَ الْمَلِكُ الأَوَّلُ. وَإِذِ انْكَسَرَ وَقَامَ أَرْبَعَةٌ عِوَضًا عَنْهُ، فَسَتَقُومُ أَرْبَعُ مَمَالِكَ مِنَ الأُمَّةِ، وَلكِنْ لَيْسَ فِي قُوَّتِهِ. وَفِي آخِرِ مَمْلَكَتِهِمْ عِنْدَ تَمَامِ الْمَعَاصِي يَقُومُ مَلِكٌ جَافِي الْوَجْهِ وَفَاهِمُ الْحِيَلِ. وَتَعْظُمُ قُوَّتُهُ، وَلكِنْ لَيْسَ بِقُوَّتِهِ. يُهْلِكُ عَجَبًا وَيَنْجَحُ وَيَفْعَلُ وَيُبِيدُ الْعُظَمَاءَ وَشَعْبَ الْقِدِّيسِينَ. وَبِحَذَاقَتِهِ يَنْجَحُ أَيْضًا الْمَكْرُ فِي يَدِهِ، وَيَتَعَظَّمُ بِقَلْبِهِ. وَفِي الاطْمِئْنَانِ يُهْلِكُ كَثِيرِينَ، وَيَقُومُ عَلَى رَئِيسِ الرُّؤَسَاءِ، وَبِلاَ يَدٍ يَنْكَسِرُ.دانيال 8]

### التقاليد الأندلسية

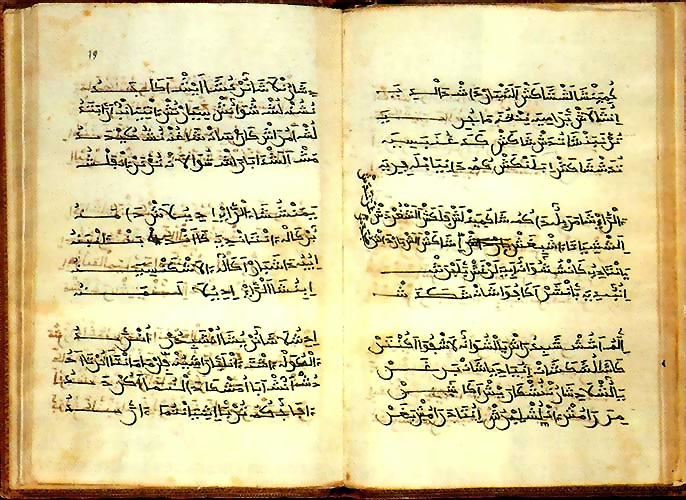
مخطوط قصيدة في القرن 14 مكتوبة بالأعجمية الأندلسية.

بعد الفتح الإسلامي الأموي للأندلس عام 711 م، ازدهر الأدب الإسلامي في ظل مملكة قرطبة (929-1031 م). وأُصدر مماثل عربي لرومانسية الإسكندر، يدعى «حكايات ذي القرنين».

### التقاليد الفارسية الجديدة

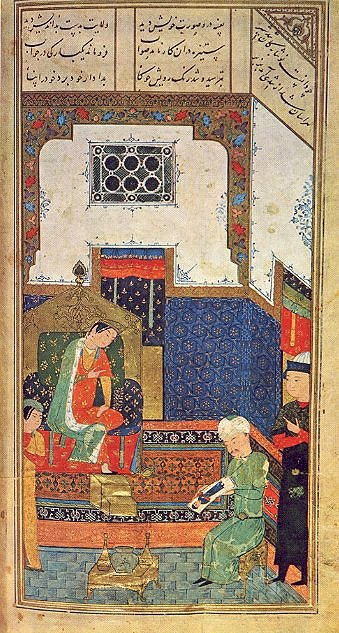
لوحة منمنمة فارسية من القرن الخامس عشر من هراة تصور «إسكندر»، الاسم الفارسي للإسكندر الأكبر

كان الفرس قبل اعتناقهم الإسلام، ينعتون الإسكندر «الملعون»، حيث اتهموه بحرق معابدهم وإتلاف نصوصهم وكتبهم المقدسة. أما بعد دخول الإسلام إلى بلاد فارس، وانحسار المجوسية في جيوب صغيرة معزولة، واطلاع الفرس على مؤلف «رومانسية الإسكندر»، أخذت صورة جديدة أكثر إيجابًا تحل مكان تلك القديمة تدريجيًا. ففي كتاب الملوك (بالفارسية: شاهنامه) لأبا القاسم الفردوسي، ذُكر الإسكندر ضمن قائمة الملوك الشرعيين لفارس، ووُصف بأنه شخص أسطوري سافر إلى أقاصي العالم بحثًا عن ينبوع الشباب. قام بعض الكتّاب الفرس لاحقًا بربط الإسكندر والفلسفة، فرسموه وهو يجلس في نقاش مع فلاسفة كبار أمثال أرسطو وسقراط وأفلاطون، يتحدثون عن كيفية التوصل لمعرفة سر الخلود.
هناك أيضًا أدلة على أن الترجمة السريانية لرومانسية الإسكندر، التي يعود تاريخها إلى القرن السادس، لم تكن مستندة مباشرة على النسخة اليونانية، ولكنها كانت تستند إلى مخطوطة بهلوية مفقودة فارسية كُتِبَت قبل الإسلام.

### آراء العلماء المسلمين

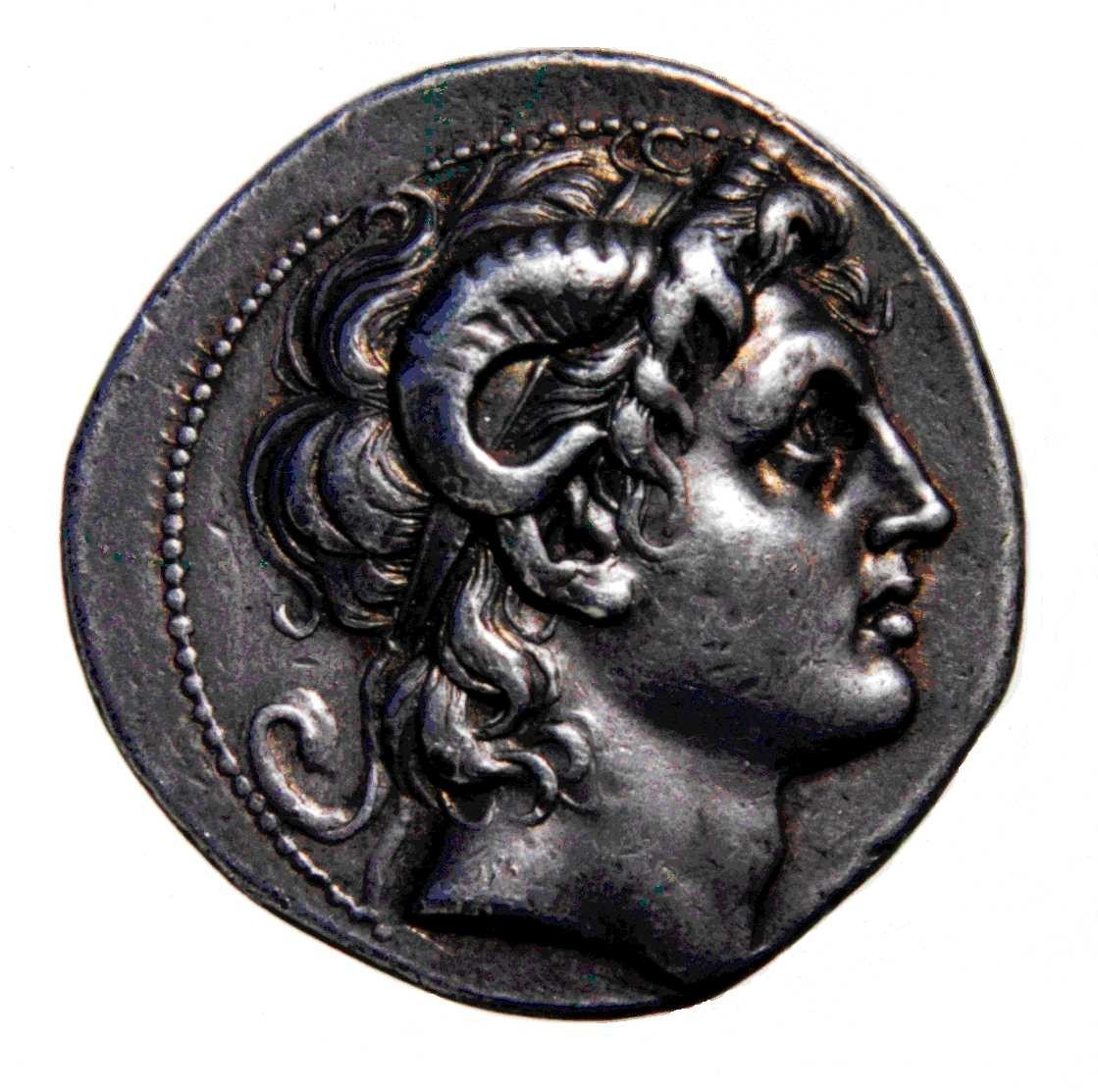
في أغلب المسکوکات التي ترجع إلی عهد الإسكندر الكبير يظهر صورته وعلى رأسه قرني كبش.

يرى بعض المؤرخين المسلمين أن هناك تشابه بين قصة الإسكندر الأكبر وقصة ذي القرنين، بينما يرفض ذلك أغلب علماء الدين الإسلامي باعتبار أن الإسكندر المقدوني لم يَدِنْ بالتوحيد، ولم يكن مؤمنًا صالحًا مثل ذي القرنين. الإستدلال الأكبر من قِبل المؤرخين أن الإسكندر كان يظهر على رأسه قرني كبش في أغلب المسكوكات، وأنه غزا الشرق والغرب، يقول المورخ الإيراني أبو الفضل البلعمي: «سموا الإسكندر، ذو القرنين لأنه وصل من قرن إلى قرن وتسمى زوايا العالم بالقرن وإحدى الزوايا مكان شروق الشمس والزاوية الأخرى مكان مغرب الشمس وكل زاوية على حدة تسمى قرنا وتسميان قرنين مع بعضهما والله عز وجل سماه في القرآن ذو القرنين».
بينما ينكر ذلك أغلب علماء الدين الإسلامي، ويستدلوا بعدة أدلة، منها أنه لم يكن موحدًا، وأن زمن الإسكندر الأكبر مختلف عن زمن ذي القرنين، فيذكر ابن كثير الدمشقي أنه بين زمانيهما أزيد من ألفي سنة. أما الاختلاف الثالث فأن الإسكندر كان من اليونان، وذي القرنين من العرب. كما يعتقد عدد من علماء المسلمين أن ذي القرنين كان في زمن إبراهيم، وقد ذكر الأزرقي وابن كثير الدمشقي أن ذا القرنين أسلم على يدي إبراهيم وطاف معه بالكعبة هو وإسماعيل، يقول ابن حجر العسقلاني:
| الخلاف حول هوية ذي القرنين | الْإِسْكَنْدَر الْيُونَانِيّ كَانَ قَرِيبًا مِنْ زَمَن عِيسَى عَلَيْهِ السَّلَام، وَبَيْن زَمَن إِبْرَاهِيم وَعِيسَى أَكْثَر مِنْ أَلْفَيْ سَنَة، وَالَّذِي يَظْهَر أَنَّ الْإِسْكَنْدَر الْمُتَأَخِّر لُقِّبَ بِذِي الْقَرْنَيْنِ تَشْبِيهًا بِالْمُتَقَدِّمِ لِسَعَةِ مُلْكه وَغَلَبَته عَلَى الْبِلَاد الْكَثِيرَة، أَوْ لِأَنَّهُ لَمَّا غَلَبَ عَلَى الْفُرْس وَقَتَلَ مَلِكهمْ اِنْتَظَمَ لَهُ مُلْك الْمَمْلَكَتَيْنِ الْوَاسِعَتَيْنِ الرُّوم وَالْفُرْس فَلُقِّبَ ذَا الْقَرْنَيْنِ لِذَلِكَ. والْحَقّ أَنَّ الَّذِي قَصَّ اللَّه نَبَأَهُ فِي الْقُرْآن هُوَ الْمُتَقَدِّم. وَالْفَرْق بَيْنهمَا مِنْ أَوْجُهٍ: أَحَدهَا: مَا ذَكَرْته. الثَانِي: أنّ الْإِسْكَنْدَر َكَانَ كَافِرًا، وَكَانَ مُعَلِّمُهُ أَرَسْطَاطَالِيس، وَكَانَ يَأْتَمِر بِأَمْرِهِ، وَهُوَ مِنْ الْكُفَّار بِلَا شَكّ، الثَالِث : كَانَ ذُو الْقَرْنَيْنِ مِنْ الْعَرَب، وَأَمَّا الْإِسْكَنْدَر فَهُوَ مِنْ الْيُونَان. | الخلاف حول هوية ذي القرنين |

ويقول ابن تيمية: «وليس هذا الإسكندر هو ذا القرنين المذكور في القرآن كما يظن ذلك طائفة من الناس، فإن ذلك كان متقدمًا على هذا وذلك المتقدم هو الذي بنى سد يأجوج ومأجوج، وهذا المقدوني لم يصل إلى السد، وذاك كان مسلمًا موحدًا وهذا المقدوني كان مشركًا هو وأهل بلده اليونان كانوا مشركين يعبدون الكواكب والأوثان».

## كورش الكبير

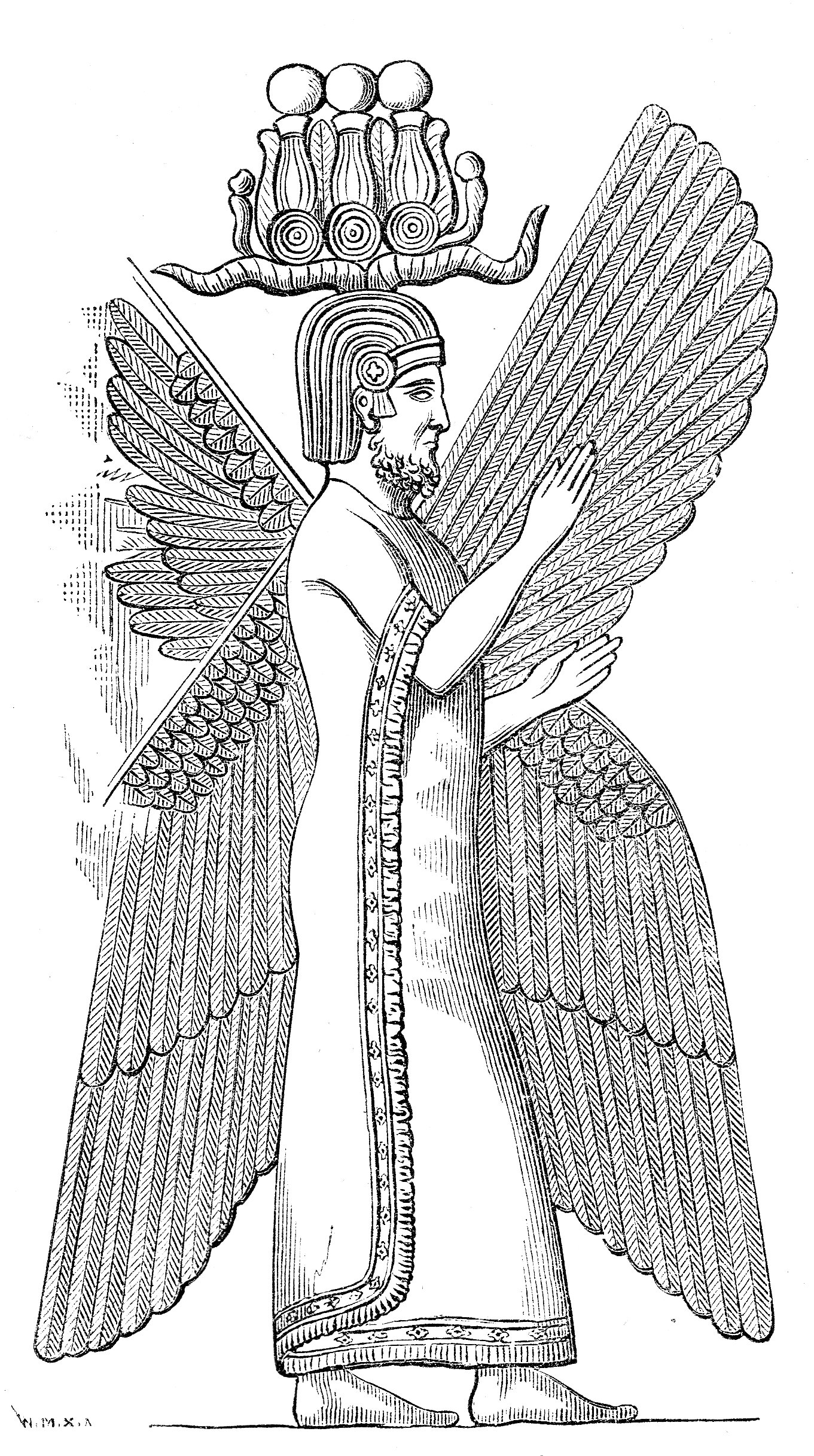
رسم لكورش الكبير يحمل فوق رأسه تاجا به قرنان.

يعتقد البعض أن ذا القرنين المذكور في القرآن هو كورش الكبير. أول من اقترح ذلك كان عالم اللغة الألماني ريدشولب في عام 1855، لكنها فشلت في اكتساب متابعين بين العلماء الغربيين،  لكنها لاقت رواجًا من قِبل العديد من العلماء والمعلقين الهنود والباكستانيين والإيرانيين أمثال أبو الكلام آزاد، وإسرار أحمد، وأبو الأعلى المودودي، وجواد أحمد غامدي، كما ذكر ذلك الطباطبائي في تفسيره،  وناصر مكارم الشيرازي في تفسيره،  والباحث الأحمدي محمد علي.

### رأي العلماء المسلمين
يرى المؤيدون لأن كورش هو ذو القرنين أن بينهما أوجه شبه كثيرة، ذكروا منها:
- أنه من ملوك فارس: شخصية ذي القرنين معروفة عند اليهود، ذُكرت في سفر دانيال 8، ويهود المدينة قد سألوا النبي محمد عن ذي القرنين؛ لذلك يجب أن يكون معروفًَا لديهم. ونص دانيال 8 يذكر أن ذا القرنين هو أحد ملوك مادي وفارس: أَمَّا الْكَبْشُ الَّذِي رَأَيْتَهُ ذَا الْقَرْنَيْنِ فَهُوَ مُلُوكُ مَادِي وَفَارِسَ. وَالتَّيْسُ الْعَافِي مَلِكُ الْيُونَانِ، وَالْقَرْنُ الْعَظِيمُ الَّذِي بَيْنَ عَيْنَيْهِ هُوَ الْمَلِكُ الأَوَّلُ.[31] كما سماه سفر أشعياء بـ «راعي الرب» وقال في الإصحاح 45: «هكذا يقول الرب لمسيحه لكورش الذي أمسكت بيمينه لأدوس أمامه أممًا وأحقاء ملوك أحل لأفتح أمامه المصراعين والأبواب لا تغلق. أنا أسير قدامك والهضاب أمهد أكسر مصراعي النحاس ومغاليق الحديد أقصف. وأعطيك ذخائر الظلمة وكنوز المخابي. لكي تعرف أني أنا الرب الذي يدعوك باسمك. لقبتك وأنت لست تعرفني».[32] وكان اليهود يُجلّون كورش الكبير، لأن غزوه هو الذي تسبب في سقوط مملكة بابل وتحرير بني إسرائيل، وكانت القرون رمزًا مألوفًا للقوة في ممالك بلاد ما بين النهرين.
- أن غزواته انتشرت في الشرق والغرب، انتشرت غزوات كورش إلى سوريا وآسيا الصغرى في الغرب وإلى السند في الشرق، وامتدت مملكته إلى القوقاز في الشمال.
- أنه موحد صالح، يؤكد عزرا أنه كان عابدًا لله وملكًا يخاف الله حرّر بني إسرائيل، وأمر بإعادة بناء معبد سليمان لعبادة الله.

بينما يرى المعارضين لذلك أن شخصية كورش الكبير لا تنطبق مع الصورة التي رسمها القرآن لذي القرنين كقائد مؤمن مجاهد يحارب في سبيل الله، كذلك لم يُدعى قط كورش بلقب ذي القرنين، وأن كورش زردشتي حسب الآثار والنقوش التي تعود لعصره، ولا يوجد دليل على توحيده، فحسب أسطوانة كورش الشهيرة والتي كتبت بأمره بعد غزوه لبابل وتحريره لليهود، ذُكر فيها أن كبير آلهة قدماء البابليين مردوخ أرسل قورش ليخلصهم من حكم الملك البابلي نبو نيد.

## ملك من معد بن عدنان
وردت آثار إسلامية أن ذا القرنين من ذرية عدنان وأن اسمه عبد الله بن الضحاك بن معد بن عدنان، روى عن ابن عباس أنه قال «ذُو الْقَرْنَيْنِ عَبْدُ اللهِ بْنُ الضَّحَّاكِ بْنِ مَعْدٍ» وذكر فقيه المدينة أبو سلمة بن عبد الرحمن بن عوف «الضحاك بن معد ولد رجلين: عبد الله بن الضحاك وهو ذو القرنين» وينسب هذا القول أيضا إلى علي بن أبي طالب.

## ملك من ملوك حمير

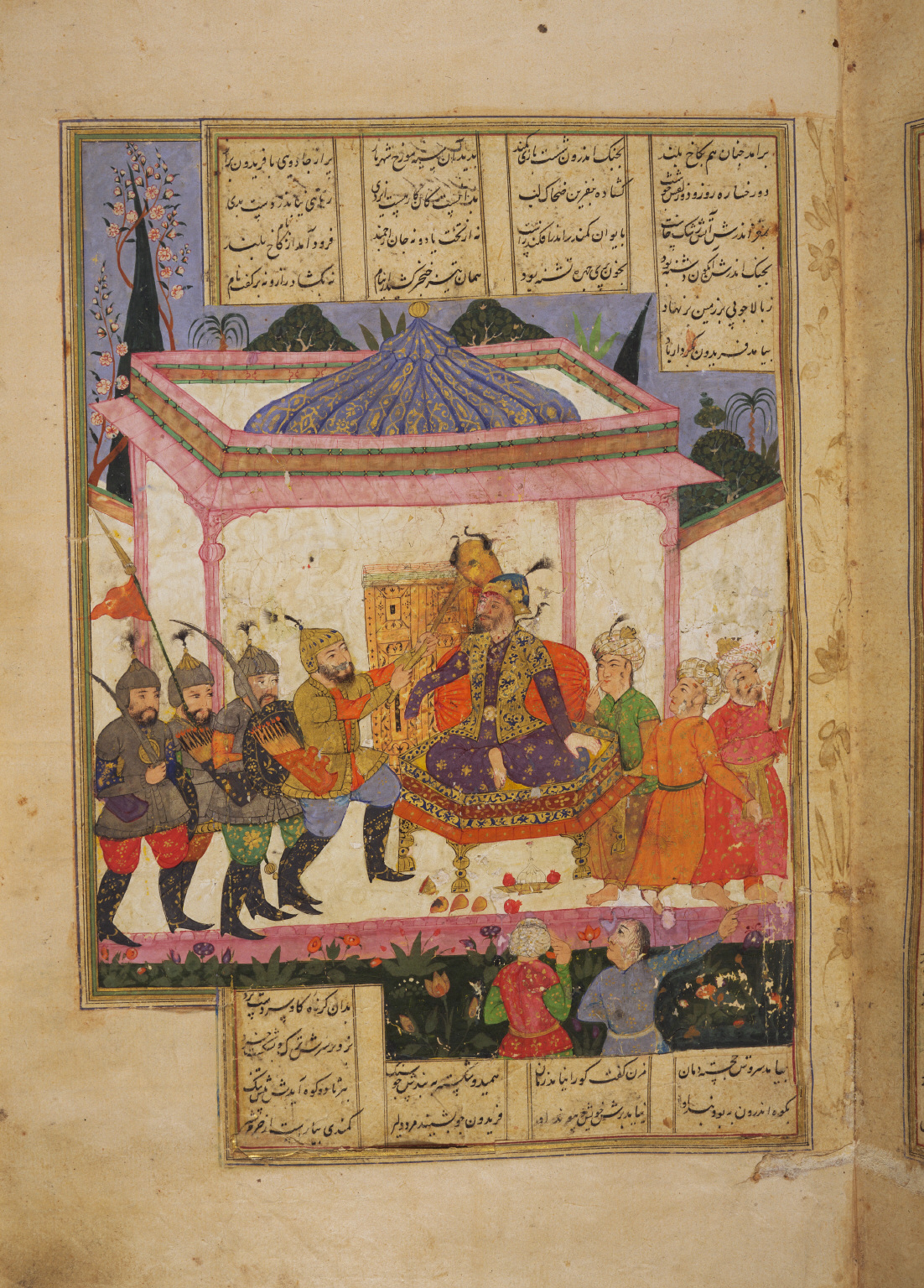
محاصرة فريدون قصر الملك الضحاك والسيطرة على ثرواته - الشاهنامه 22:33

وردت بعض الآثار الإسلامية المنسوبة للصحابة والتابعين أن ذا القرنين أنه من ملوك حمير، وكان ملوك حمير التبابعة يحملون ألقاب بها حرف «ذو» مثل: ذو نواس الحميري والملك سيف بن ذي يزن والملك ذو رعين الحميري والملك عمرو ذو غمدان، والملك عامر ذو رياش، والملك إفريقيس بن ذي المنار والملكة لميس بن ذي مرع وغيرهم كثيرون.
واختلفوا في اسمه فقالوا: اسمه الصعب بن مرائد، وهو أول التبابعة، وهو الذي حكم لإبراهيم في بئر السبع. وفي خطبة قس بن ساعدة قال: «يا معشر إياد، أين الصعب ذو القرنين، ملك الخافقين، وأذل الثقلين، وعمر ألفين، ثم كان كلحظة عين». ويُروى عن ابن عباس أنه سئل عن ذي القرنين من كان، فقال: «هو من حمير، وهو الصعب بن مراثد، وهو الذي مكن الله له الأرض وأتاه الله من كل شي سببا»، وقد سئل كعب الأحبار عن ذي القرنين فقال: «الصحيح عندنا من علوم أحبارنا وأسلافنا أنه من حمير، وأنه الصعب». وذكر المقريزي أن اسمه الصعب بن مراثد بن الحارث الرائش بن الهمال في سدد بن عاد بن منح بن عامر الملطاط بن سكسك بن وائل بن حمير بن سبأ بن يشجب بن يعرب بن قحطان بن هود. وقيل: كان اسمه مرزبى بن مرذبة، وذكر الدارقطني وابن ماكولا أن اسمه هرمس. ويقال: هرديس بن فيطون بن رومي بن لنطي بن كسلوجين بن يونان بن يافث بن نوح، وقيل: إنه أفريدون بن أسفيان، الذي قتل الملك الضحاك. وقال أبو جعفر الطبري: «وكان الخضر في أيام أفريدون الملك بن الضحاك في قول عامة علماء أهل الكتاب الأول، وقيل: موسى بن عمران (عليهما السلام) وقيل: إنه كان على مقدمة ذي القرنين الأكبر الذي كان على أيام إبراهيم الخليل وإن الخضر بلغ مع ذي القرنين أيام مسيره في البلاد نهر الحياة فشرب من مائه وهو لا يعلم به ذو القرنين ولا من معه فخلد وهو حي عندهم إلى الآن، وقال آخرون إن ذا القرنين الذي كان على عهد إبراهيم الخليل هو أفريدون بن الضحاك وعلى مقدمته كان الخضر وهذا الرأي ضعيف».
وقد ذكر أيضاً ابن هشام هذا القول (غير جازمًا به) أنه أحد ملوك حمير التبابعة في كتابه التيجان، وأبو الريحان البيروني في كتابه الآثار الباقية عن القرون الخالية، وأجزم بهذا القول نشوان الحميري في كتبه «شمس العلوم» وكتاب «خلاصة السير الجامعة لعجائب أخبار الملوك التبابعة»، وقد جاء في بعض أشعار الحميريين تفاخرهم بجدهم ذي القرنين منها:
توجد أشعار عربية كثيرة تروي مجد ونسب ذي القرنين حتى أنه رثاه الشاعر الشهير امرؤ القيس الكندي:
وقال المنذر بن ماء السماء اللخمي ملك الحيرة:

أنكر عدد من المؤرخين هذه الأقوال، وذكروا أن الأشعار التي تذكر ذا القرنين وأنه من حمير غير مسندة، وقد تكون كُتبت بعد الإسلام، وأن الأخبار عن ملوك حمير أشبه بالأقاصيص الموضوعة ولا دليل قوي عليها.

## أخناتون
يرى حمدي بن حمزة أبو زيد عضو مجلس الشورى السعودي في كتابه فك أسرار ذي القرنين ويأجوج ومأجوج، أن ذو القرنين ما هو إلا أخناتون ذلك الملك الفرعوني الداعي للتوحيد.

## طالع أيضًا
- قرون الإسكندر
- قصة ذي القرنين
- سيرة الإسكندر
- حديث ذي القرنين